# Mesečnica (opera)
Mesečnica (ital. La sonnambula) je opera v dveh dejanjih (štirih slikah) Vincenza Bellinija. Libreto je napisal Felice Romani po predlogi Eugena Scriba. Krstna predstava je bila v milanskem gledališču Teatro Carcano 6. marca 1831. Vlogo Amine je interpretirala skladateljeva prijateljica sopranistka Giuditta Pasta, v vlogi Elvina pa je nastopil tenorist Giovanni Battista Rubini.
Bellini je glasbo napisal izredno hitro. Upoštevati je treba, da sta 11. januarja z libretistom še iskala snov za opero. V manj kot dveh mesecih pa je bil tako končan libreto, glasba ter gledališke skušnje. Opera je na krstni predstavi doživela pravi triumf.
V Ljubljani so Mesečnico prvič uprizorili že štiri leta po milanski praizvedbi, in sicer 15. decembra 1835 v času gostovanja gledališke družbe impresarija F. A. Zwoneczka. V sezoni 1839/1840 je Mesečnico ponovno izvedla operna družba Josefa Glöggla, v sezoni 1841/1842 pa družba Eduarda Neufelda. 1. februarja 1850 so Mesečnico uprizorili v ljubljanskem Stanovskem gledališču. Izvedli so jo tamkajšnji operni ljubitelji pod vodstvom Gašparja Maška. Prva slovenska izvedba opere je bila 11. aprila 1975 na odru mariborske Opere, zadnja postavitev je bila prav tam 6. aprila 2018.

## Osebe
- Amina - sopran
- Elvino - tenor
- grof Rudolf - bas
- Lisa - sopran
- Teresa - mezzosopran
- Alessio - bas
- notar - tenor
- vaščani in vaščanke

## Vsebina
Godi se na švicarskem podeželju v začetku 19. stoletja.

### Prvo dejanje
Vaščani pričakajo Amino. Ta se zbranim vaščanom zahvali za prisrčno dobrodošlico. Potem ko prispe notar, za njim pa z zamudo tudi Elvino, ki poda Amini prstan, mladoporočenca podpišeta sklenitev zakona. Med svate nepričakovano zaide Rudolf, sin nedavno umrlega grofa, ki v Amini prepozna ljubezen iz svojih mladostnih dni. Rudolf jo začne opazovati z občudovanjem, zato postane Elvino ljubosumen. Amina do prišleka ne goji nobenih posebnih čustev, zato brez večjih težav potolaži svojega izvoljenca Elvina.
Amina se po svojem »nočnem sprehodu« v snu, med katerim zatava do Rudolfove sobe in naposled zaspi na njegovi postelji, zaman trudi dokazati nedolžnost, saj vse okoliščine namigujejo, da je bil glavni motiv Amininega nočnega obiska ljubezenski sestanek z grofom. Elvino iz nepomirljive jeze in globoke razočaranosti nad Aminino domnevno nezvestobo odpove poroko.

### Drugo dejanje
Kmetje želijo obiskati grofa Rudolfa in ga spodbuditi, naj ubrani Aminino čast in javno razglasi njeno nedolžnost. Amina potoži svoji krušni materi Teresi, da jo je Elvino zapustil. Njen poskus, da bi ga prepričala o svoji nedolžnosti, je ponovno obsojen na neuspeh. Amina nato ponovno spregovori – v upanju, da se bo Elvino vrnil k njej, vendar ga ne prepriča.
Grof Rudolf je prišel v vas, da bi prisegel Aminino nedolžnost, vendar ostane Elvino neizprosen in sname nevesti poročni prstan. Elvino je razdvojen, Amina pa je odločena, da Elvina pridobi nazaj. Zaljubljenca se pobotata in opera se srečno konča.

## Glasbena primera
- arija grofa Rudolfa Spet vas vidim, ljubi kraji v izvedbi basista Tancredija Pasera klik
- finalna arija Amine in kavatina klik